# IChat
iChat è stata un'applicazione di chat sviluppata dalla Apple Inc., compatibile col protocollo AOL Instant Messenger, ICQ, XMPP (Google Talk ed altri) e Bonjour. iChat era disponibile solo per il sistema operativo macOS.

## Storia
iChat è stata pubblicata in agosto 2002 con Mac OS X Jaguar. Presentava un'integrazione con Contatti e Mail.

## Interfaccia
L'applicazione utilizzava un'interfaccia metallizzata, in linea con Mac OS X Leopard, e usava dei riquadri a fumetti per racchiudere il testo delle chat. Le persone che chattano avevano associata un'immagine che, se disponibile, veniva prelevata dai contatti. L'obiettivo di iChat era di rendere quanto più personale possibile la chat tra utenti.

### iChat AV
Nel giugno del 2003, Apple annunciò iChat AV Public Beta, la nuova versione di iChat che aggiungeva la possibilità di chattare utilizzando un microfono o una webcam. Venne anche presentata iSight, una webcam sviluppata specificatamente per essere utilizzata in congiunzione con iChat AV. Queste nuove modalità di chat utilizzavano degli standard industriali, anche se attualmente questi standard non sono molto diffusi.
La versione definitiva è stata inclusa nella nuova versione del sistema operativo, Mac OS X Panther, e per gli utenti che avevano installato una versione precedente era venduta a parte al prezzo di € 29,95.

### iChat AV 2
Nel febbraio 2004, America Online commercializzò AOL Instant Messenger (AIM) versione 5.5 per Windows. Questa versione supportava anche le chat video (non audio) ed era compatibile con iChat AV. Lo stesso giorno Apple rilasciò iChat AV 2.1 Public Beta per gli utenti di macOS, per permettere di chattare con gli utenti di AIM 5.5.

### iChat AV 3
Nel giugno 2004, Steve Jobs mostrò la nuova versione di iChat che era stata inclusa in Mac OS X Tiger. Questa versione supportava fino a quattro utenti in video conferenza e dieci utenti in audio conferenza. La videoconferenza usava lo standard H.264/AVC, per offrire una qualità video e audio migliore rispetto al vecchio standard H.263. Questa versione era compatibile con il protocollo XMPP, quindi poteva essere connesso con Google Talk, Facebook Chat e Yahoo! Messenger.

### iChat 4
In Mac OS X Leopard, l'applicazione acquisì la possibilità di applicare al video trasmesso degli effetti in tempo reale, come quelli di Photo Booth. Era possibile anche sostituire lo sfondo alle spalle dell'utente con un'immagine statica o un video. Inoltre gli utenti potevano condividere il proprio desktop con l'interlocutore mantenendo attiva la chat audio. Sfruttando la tecnologia di QuickLook, era possibile, durante una chat video, mostrare foto, video, presentazioni e documenti in generale. Infine era possibile registrare le conversazioni audio e video.

### Messaggi
A partire dal 16 febbraio 2012 con OS X Mountain Lion, il servizio è stato dismesso in favore di Messages, una nuova applicazione integrata nel sistema operativo che inoltre supporta, diversamente da iChat, il protocollo utilizzato anche da iMessage, estendendo il servizio di chat anche ai dispositivi mobili equipaggiati con iOS.